# Antona semicirculata
Antona semicirculata är en fjärilsart som beskrevs av George Francis Hampson 1900. Antona semicirculata ingår i släktet Antona och familjen björnspinnare. Inga underarter finns listade i Catalogue of Life.